# Tiokamp för herrar vid olympiska sommarspelen 2012
Herrarnas tiokamp vid olympiska sommarspelen 2012, i London i Storbritannien avgjordes den 8-9 augusti. 

## Medaljörer
| Event   | Guld             | Guld             | Silver          | Silver          | Brons              | Brons              |
| Tiokamp | Ashton Eaton USA | Ashton Eaton USA | Trey Hardee USA | Trey Hardee USA | Leonel Suárez Kuba | Leonel Suárez Kuba |

## Program
Tider anges i lokal tid, det vill säga västeuropeisk sommartid (UTC+1).
| Datum                        | Tid                           | Omgång                                                          |
| ---------------------------- | ----------------------------- | --------------------------------------------------------------- |
| Onsdagen den 8 augusti 2012  | 10:10 11:10 12:50 18:00 21:30 | 100 meter Längdhopp Kulstötning Höjdhopp 400 meter              |
| Torsdagen den 9 augusti 2012 | 09:00 09:55 12:55 18:30 21:20 | 110 meter häck Diskuskastning Stavhopp Spjutkastning 1500 meter |

## Resultat
| Placering | Idrottare                    | Totalpoäng | 100 m        | Längd       | Kula        | Höjd       | 400 m       | 110 m häck   | Diskus      | Stav        | Spjut       | 1500 m          |
| --------- | ---------------------------- | ---------- | ------------ | ----------- | ----------- | ---------- | ----------- | ------------ | ----------- | ----------- | ----------- | --------------- |
| 1         | Ashton Eaton (USA)           | 8869       | 1011 10,35 s | 1068 8,03 m | 769 14,66 m | 850 2,05 m | 963 46,90 s | 1032 13,56 s | 716 42,53 m | 972 5,20 m  | 767 61,96 m | 721 4.33,59 min |
| 2         | Trey Hardee (USA)            | 8671 (SB)  | 994 10,42 s  | 942 7,53 m  | 807 15,28 m | 794 1,99 m | 904 48,11 s | 1035 13,54 s | 834 48,26 m | 849 4,80 m  | 838 66,65 m | 674 4.40,94 min |
| 3         | Leonel Suárez (CUB)          | 8523 (SB)  | 801 11,27 s  | 940 7,52 m  | 759 14,50 m | 906 2,11 m | 859 49,04 s | 917 14,45 s  | 782 45,75 m | 819 4,70 m  | 996 76,94 m | 744 4.30,08 min |
| 4         | Hans Van Alphen (BEL)        | 8447       | 850 11.05 s  | 970 7.64 m  | 819 15.48 m | 850 2.05 m | 853 49.18 s | 863 14.89 s  | 835 48.28 m | 849 4.80 m  | 763 61.69 m | 795 4:22.50 min |
| 5         | Damian Warner (CAN)          | 8442 (PB)  | 980 10.48 s  | 945 7.54 m  | 712 13.73 m | 850 2.05 m | 899 48.20 s | 926 14.38 s  | 785 45.90 m | 819 4.70 m  | 780 62.77 m | 746 4:29.85 min |
| 6         | Rico Freimuth (GER)          | 8320       | 940 10.65 s  | 864 7.21 m  | 782 14.87 m | 714 1.90 m | 906 48.06 s | 989 13.89 s  | 852 49.11 m | 880 4.90 m  | 698 57.37 m | 695 4:37.62 min |
| 7         | Oleksij Kasianov (UKR)       | 8283       | 961 10.56 s  | 947 7.55 m  | 756 14.45 m | 794 1.99 m | 888 48.44 s | 963 14.09 s  | 802 46.72 m | 790 4.60 m  | 661 54.87 m | 721 4:33.68 min |
| 8         | Sergej Sviridov (RUS)        | 8219       | 910 10.78 s  | 922 7.45 m  | 754 14.42 m | 794 1.99 m | 866 48.91 s | 799 15.42 s  | 817 47.43 m | 790 4.60 m  | 865 68.42 m | 702 4:36.63 min |
| 9         | Willem Coertzen (RSA)        | 8173       | 841 11.09 s  | 854 7.17 m  | 715 13.79 m | 850 2.05 m | 882 48.56 s | 955 14.15 s  | 738 43.58 m | 760 4.50 m  | 810 64.79 m | 768 4:26.52 min |
| 10        | Pascal Behrenbruch (GER)     | 8126       | 847 11.06 s  | 850 7.15 m  | 831 15.67 m | 767 1.96 m | 813 50.04 s | 932 14.33 s  | 761 44.71 m | 819 4.70 m  | 810 64.80 m | 696 4:37.46 min |
| 11        | Eelco Sintnicolaas (NED)     | 8034       | 894 10.85 s  | 903 7.37 m  | 739 14.18 m | 740 1.93 m | 868 48.85 s | 920 14.43 s  | 509 32.26 m | 1004 5.30 m | 720 58.82 m | 737 4:31.17 min |
| 12        | Brent Newdick (NZL)          | 7988       | 838 11.10 s  | 900 7.36 m  | 795 15.09 m | 767 1.96 m | 804 50.22 s | 847 15.02 s  | 791 46.15 m | 819 4.70 m  | 735 59.82 m | 692 4:38.20 min |
| 13        | Gonzalo Barroilhet (CHI)     | 7972       | 821 11.18 s  | 767 6.80 m  | 758 14.49 m | 850 2.05 m | 766 51.07 s | 959 14.12 s  | 690 41.27 m | 1035 5.40 m | 697 57.25 m | 629 4:48.23 min |
| 14        | Yordanis García (CUB)        | 7956       | 906 10.80 s  | 755 6.75 m  | 758 14.48 m | 794 1.99 m | 873 48.76 s | 944 14.24 s  | 711 42.27 m | 790 4.60 m  | 736 59.85 m | 689 4:38.57 min |
| 15        | Kevin Mayer (FRA)            | 7952       | 791 11.32 s  | 854 7.17 m  | 731 14.05 m | 850 2.05 m | 873 48.76 s | 780 15.59 s  | 689 41.20 m | 819 4.70 m  | 774 62.41 m | 791 4:23.02 min |
| 16        | Ilja Sjkurenjov (RUS)        | 7948       | 858 11.01 s  | 874 7.25 m  | 661 12.89 m | 822 2.02 m | 823 49.81 s | 925 14.39 s  | 736 43.51 m | 941 5.10 m  | 645 53.81 m | 663 4:42.80 min |
| 17        | Eduard Michan (BLR)          | 7928       | 919 10.74 s  | 799 6.94 m  | 774 14.75 m | 740 1.93 m | 889 48.42 s | 955 14.15 s  | 755 44.42 m | 731 4.40 m  | 673 55.69 m | 693 4:38.06 min |
| 18        | Dmitrij Karpov (KAZ)         | 7926       | 881 10.91 s  | 864 7.21 m  | 880 16.47 m | 794 1.99 m | 822 49.83 s | 924 14.40 s  | 765 44.93 m | 941 5.10 m  | 588 49.93 m | 467 5:16.83 min |
| 19        | Luiz Alberto de Araújo (BRA) | 7849       | 929 10.70 s  | 852 7.16 m  | 699 13.52 m | 740 1.93 m | 897 48.25 s | 875 14.79 s  | 762 44.76 m | 790 4.60 m  | 612 51.59m  | 693 4:38.04 min |
| 20        | Keisuke Ushiro (JPN)         | 7842       | 791 11.32 s  | 781 6.86 m  | 703 13.59 m | 794 1.99 m | 779 50.78 s | 794 15.47 s  | 801 46.66 m | 880 4.90 m  | 834 66.38 m | 685 4:39.33 min |
| 21        | Ingmar Vos (NED)             | 7805       | 865 10.98 s  | 878 7.27 m  | 714 13.77 m | 767 1.96 m | 832 49.62 s | 897 14.61 s  | 711 42.26 m | 760 4.50 m  | 762 61.60 m | 619 4:50.01 min |
| 22        | Edgars Eriņš (LAT)           | 7649       | 863 10.99 s  | 809 6.98 m  | 695 13.45 m | 740 1.93 m | 786 50.62 s | 823 15.22 s  | 769 45.10 m | 760 4.50 m  | 698 57.35 m | 706 4:35.88 min |
| 23        | Jangy Addy (LBR)             | 7586       | 885 10.89 s  | 790 6.90 m  | 788 14.97 m | 740 1.93 m | 878 48.64 s | 945 14.23 s  | 779 45.61 m | 673 4.20 m  | 594 50.36 m | 514 5:08.14 min |
| 24        | Attila Szabó (HUN)           | 7581       | 827 11.15 s  | 804 6.96 m  | 724 13.93 m | 714 1.90 m | 777 50.83 s | 859 14.92 s  | 770 45.14 m | 790 4.60 m  | 720 58.84 m | 596 4:53.81 min |
| 25        | Darius Draudvila (LTU)       | 7557       | 872 10.95 s  | 842 7.12 m  | 800 15.17 m | 767 1.96 m | 809 50.13 s | 865 14.87 s  | 796 46.43 m | 673 4.20 m  | 591 50.16 m | 542 5:03.14 min |
| 26        | Rifat Artikov (UZB)          | 7203       | 780 11.37 s  | 677 6.41 m  | 735 14.11 m | 740 1.93 m | 729 51.91 s | 881 14.74 s  | 737 43.53 m | 731 4.40 m  | 687 56.62 m | 506 5:09.52 min |
| i.u.      | Jan Felix Knobel (GER)       | DNF        | 769 11.42 s  | 826 7.05 m  | 808 15.29 m | 850 2.05 m | 821 49.87 s | 846 15.03 s  | 790 46.10 m | 731 4.40 m  | DNS         | DNS             |
| i.u.      | Kurt Felix (GRN)             | DNF        | 834 11.12 s  | 967 7.63 m  | 684 13.28 m | 850 2.05 m | 807 50.17 s | DNS          | DNS         | DNS         | DNS         | DNS             |
| i.u.      | Mihail Dudaš (SRB)           | DNF        | 883 10.90 s  | 942 7.53 m  | 714 13.76 m | 767 1.96 m | DNS         | DNS          | DNS         | DNS         | DNS         | DNS             |
| i.u.      | Daniel Awde (GBR)            | DNF        | 926 10.71 s  | 774 6.83 m  | DNS         | DNS        | DNS         | DNS          | DNS         | DNS         | DNS         | DNS             |
| i.u.      | Roman Šebrle (CZE)           | DNF        | 744 11.54 s  | DNS         | DNS         | DNS        | DNS         | DNS          | DNS         | DNS         | DNS         | DNS             |